# Clinique pédiatrique de l’hôpital universitaire
La clinique pédiatrique universitaire (en letton : Bērnu klīniskā universitātes slimnīca, sigle BKUS) est un établissement hôspitalier situé dans le quartier de Torņakalns à Rīga en Lettonie.

## Présentation
La clinique pédiatrique assure la formation universitaire et le traitement médical polyvalent de niveau V.
L'hôpital de Torniakalns compte environ 20 départements qui dispensent des soins de santé aux patients hospitalisés.
La clinique fournit des soins médicaux  payés par l'État aux enfants en mode ambulatoires (polyclinique, unité multifonctionnelle) ou en mode hospitalisé dans le cadre d'une assistance d'urgence, urgente et planifiée, offrant également des services optionnels payants.
La clinique pédiatrique a été ouverte le 1er mars 1981 avec 406 lits.
La clinique trairte environ 30 000 hospitalisations et plus de 160 000 visites ambulatoires par an. De janvier à novembre 2019, 1 155 enfants ont été admis pour des blessures dues à l'ingestion de corps étrangers. 
En décembre 2019, le service de soins palliatifs de l'hôpital comptait 225 patients.
En 2019, elle a mis en place 7 bornes d'enregistrement numériques pour améliorer le traitement des flux de patients.

## Galerie

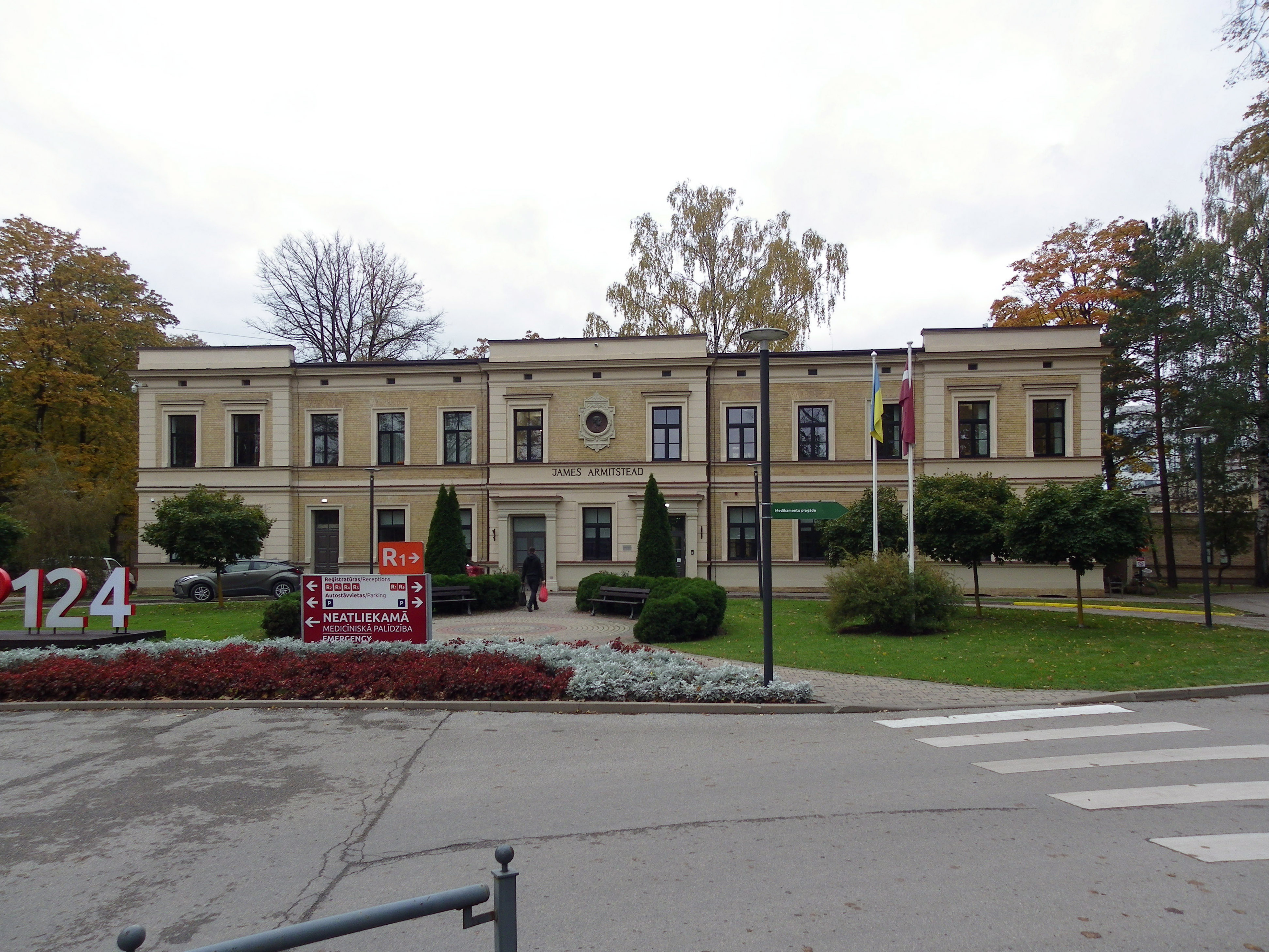